# Stade Suphachalasai
 (avril 2025).
Si vous disposez d'ouvrages ou d'articles de référence ou si vous connaissez des sites web de qualité traitant du thème abordé ici, merci de compléter l'article en donnant les références utiles à sa vérifiabilité et en les liant à la section « Notes et références ».
Le stade Suphachalasai (en thaï : กรีฑาสถานแห่งชาติ), aussi connu comme Stade national, est un  stade multisport de Bangkok (khet de Pathum Wan), en Thaïlande. Ouvert en 1935, il peut accueillir 26 000 spectateurs.
Il est principalement utilisé aujourd'hui pour les matchs de football.

## Histoire
Il a servi de stade principal pour les Jeux asiatiques de 1966, 1970 et 1978, ainsi que pour la Coupe d'Asie des nations de football 1972 et celle de 2007 (pour un seul match, Oman contre Irak, dans le groupe A). Il a également accueilli des épreuves des Jeux d'Asie du Sud-Est de 1959, 1967, 1975 et 1985.

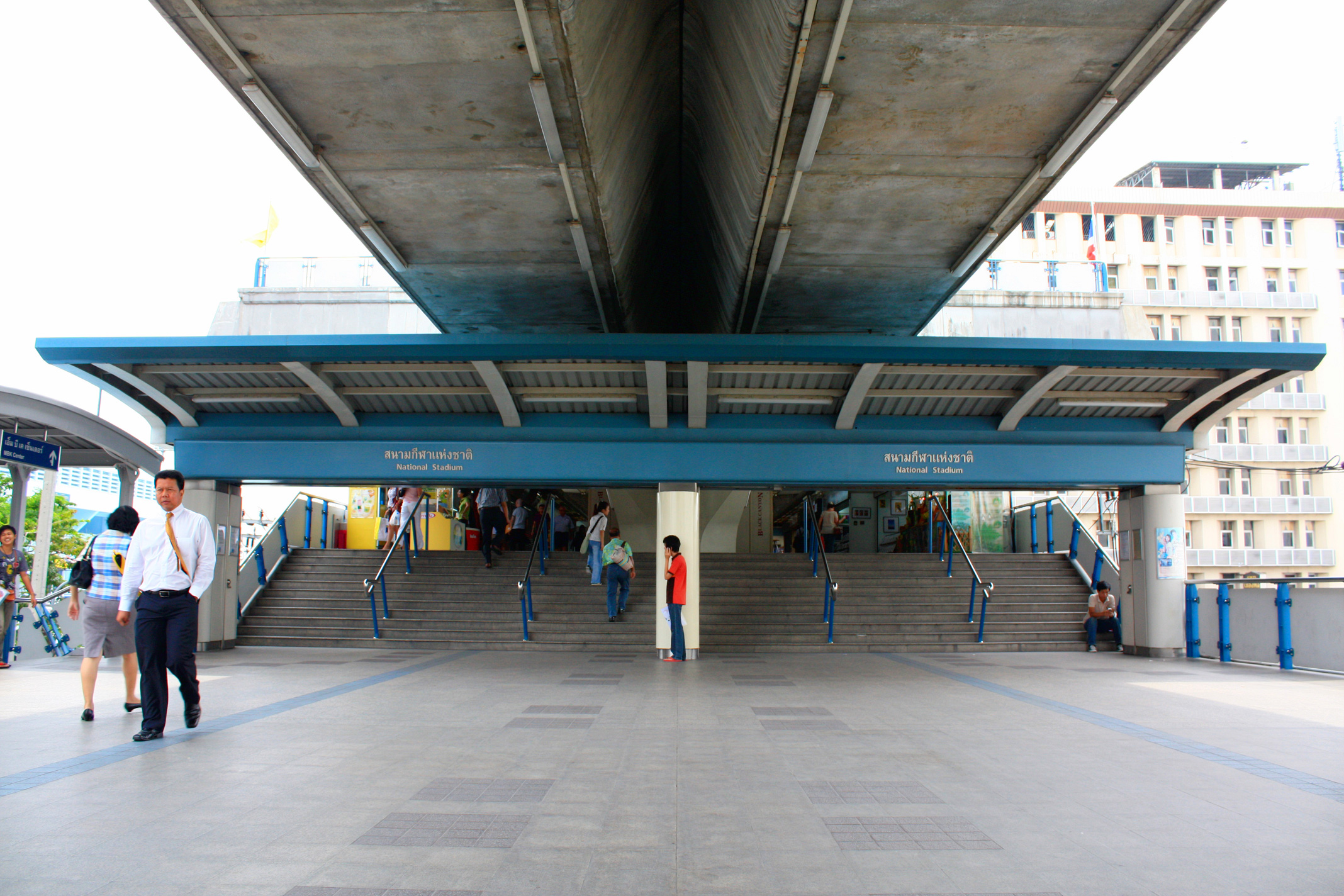
Accès de la station National Stadium du SkyTrain de Bangkok.

Le stade est facilement accessible par la station National Stadium du  SkyTrain de Bangkok (terminus de la ligne Silom).
Le stade est une structure à un seul niveau, dont seul un côté est couvert, par un toit simple, mais efficace, sur la tribune principale. La piste d'athlétisme est immédiatement au contact des spectateurs, contrairement à celle du stade Rajamangala, plus récent. Le confort des spectateurs a été amélioré en 2007 par l'installation de sièges sur les gradins de béton nu des trois côtés ouverts.
Les clubs de football thaïlandais jouent souvent au stade Suphachalasai pour les compétitions asiatiques, dans la mesure où leurs propres stades ne remplissent pas toujours les critères de la Confédération asiatique de football. Cependant l'équipe de Thaïlande de football y joue rarement, occupant habituellement le stade Rajamangala.